# IC 1209
IC 1209 је елиптична галаксија у сазвјежђу Херкул која се налази на листи објеката дубоког неба у Индекс каталогу.
Деклинација објекта је + 15° 33' 32" а ректасцензија 16h 18m 39,5s. Привидна величина (магнитуда) објекта IC 1209 износи 14,1 а фотографска магнитуда 15,1. IC 1209 је још познат и под ознакама UGC 10329, MCG 3-41-149, CGCG 108-174, CGCG 109-2, NPM1G +15.0508, PGC 57796.